# مسألة الجنرالات البيزنطيين
مسألة الجنرالات البيزنطيين (بالإنجليزية: Byzantine Generals Problem).
في الرياضيات ونظرية المخططات وعلم الحاسوب ونظرية التعقيد الحسابي ونظم التشغيل.
هي تعميم لمعضلة الجنرالين.
تتلخص هذه المسألة بأنه يوجد مجموعة من وحدات المعالجات المركزية التي ترتبط معاً، ويوجد بينها وحدة تالفة جزئياً أي تعطي عمليات حسابية مغلوطة (ما يسمى بالعنصر الخائن) لكل وحدة بحيث تعطي نتيجة معاكسة في كل عملية استدعاء لها.
ولاكتشاف هذا المعالج الخائن، أثبت عالم الحاسوب ليسلي لامبورت أنه يوجد للمسألة حل يحقق الشرط التالي:
إذا رمز إلى عدد المعالجات الخائنة بالرمز M فإنه يمكن اكتشاف الجنرال الخائن إذا كان عدد الجنرالات الأوفياء (المعالجات السليمة) يساوي 2M+1.